# Gnomidolon analogum
Gnomidolon analogum är en skalbaggsart som beskrevs av Martins 1967. Gnomidolon analogum ingår i släktet Gnomidolon och familjen långhorningar. Inga underarter finns listade i Catalogue of Life.